# 婚姻適齢
婚姻適齢（こんいんてきれい）は、主として男女が、法律上の婚姻（結婚）を行う際に、法律上の要件として定められる年齢要件のことを指す。本項目では、法律（法令や慣習を含む）上の要件とその背景に絞って記述する。

## 各国
主要国の婚姻適齢（満年齢）の要件の下記のリストは、特記なければ、2009年（平成21年）当時の法務省による調査に基づく。ただし、米国とカナダは2022年（令和4年）時点であり、他は2002年（平成14年）時点の古い情報を含む場合もある。
国や州によっては、親権者等や裁判所等の許可によりこれより若い年齢でも婚姻を認める場合もある。これらの国・州でも、種々の要件（成年後や親権者等の同意）が付加される場合もある。
- 男15歳、女13歳：イラン
- 男女15歳：米国ハワイ州・カンザス州
- 男16歳、女14歳：キューバ[注釈 1]、メキシコ[注釈 1]
- 男16歳、女14歳：モロッコ
- 男女16歳：イギリス[注釈 1]、イタリア[注釈 1]、チリ[注釈 1]、オーストラリア[注釈 2]、ニュージーランド[注釈 2]、ドイツ[注釈 3]、ハンガリー[注釈 1]、フィンランド[注釈 3]、ブラジル[注釈 1]、ポルトガル、米国の16州、カナダの5州
- 男なし、女16歳：イスラエル
- 男18歳、女16歳：アルゼンチン、ルクセンブルク
- 男19歳、女16歳：インドネシア[注釈 4]
- 男女17歳：米国の10州、カナダの1州、タイ[注釈 5]
- 男15歳、女18歳：バーレーン
- 男女18歳：多数の国、米国の多数州、カナダの3州
- 男21歳、女18歳：バングラデシュ
- 男女19歳：カナダの2州

## 日本
日本においては明治維新以前は、武士や町人、農民など各階級において慣習法あるいは事実上の慣習として、男は元服、女も元服（裳着）の後、あるいは同時に婚姻をするのが一般的であった。即ち、社会上の成年となってから婚姻は執り行うと言うのが一般的であり、婚姻可能な年齢が別段の制度上規定されると言うのはそれまで一般的でなかったと推察される。元服・裳着の年齢は数え年12 - 20歳ぐらいと階級と時代により幅があった。武家等の政略の都合によりさらに幼年で元服・祝儀する事もあった。

日本民法では、民法731条に規定がある。

### 経緯
婚姻適齢の法整備は、明治維新後の、1898年（明治31年）、民法で男性は満17歳、女性は満15歳以上と初めて規定された。この時、女性の年齢については医学的・社会的な要因を考慮して設定されたとされる。なお先行して、明治9年太政官布告第41号、明治29年民法で成年は満20歳とされていた。
1947年（昭和22年）の民法改正により1歳引き上げられ、男性は満18歳以上、女性は満16歳以上となった。
2022年（令和4年）4月1日以降、原則として男女とも満18歳以上になった。ただし経過措置として、生年月日が2006年（平成18年）4月1日とそれ以前の女性は、民法等の一部を改正する法律（令和三年法律第二十四号）の改正施行前に婚姻適齢に達するため、引き続き満16歳以上で父母の一方の同意の上で、婚姻ができた。

### 改正法経緯
日本では婚姻適齢につき男女間で2歳の差があり、これは女性のほうが成熟が早く、統計的に平均初婚年齢が女性のほうが若い点などを考慮したものとされるが、これが現代においても合理的と評価できるかは疑義が呈されていた。婚姻適齢につき「民法の一部を改正する法律案要綱」（平成8年2月26日法務省法制審議会総会決定）では、男女ともに満18歳とすべきとしており、2009年7月の法制審議会の部会は、男女ともに18歳に統一すべきとの最終答申が報告された。
2018年（平成30年）6月13日、成人年齢を現行の20歳から18歳に引き下げる改正民法が第196回国会で成立した。この中には、女性が結婚できる年齢を現行の16歳から18歳に引き上げる内容も盛り込まれ、男性と統一された。これにより、2022年（令和4年）4月1日から、日本では結婚できるのは「成人」のみとなり、親権者同意は不要となった。ただし、前述の経過措置のとおり、2022年3月31日現在で16歳以上である未成年者の女性は改正前と同様に、親権者同意があれば結婚が可能であった。
なお法務省民事局によれば、例外規定として18歳未満で女性が妊娠した場合に結婚を認める案が検討されたが、法の趣旨に反するとして盛り込まれなかった。